# Sukhobuzimsky (huyện)
Huyện Sukhobuzimsky (tiếng Nga: Сухобузимский райо́н) là một huyện hành chính tự quản (raion), của Vùng Krasnoyarsk, Nga. Huyện có diện tích 5793 kilômét vuông, dân số thời điểm ngày 1 tháng 1 năm 2000 là 25500 người. Trung tâm của huyện đóng ở Sukhobuzimskoe.